# 시종초등학교 신학분교
시종초등학교 신학분교는 대한민국 전라남도 영암군 시종면에 있었던 초등학교이다.

## 변천
- 1961년 12월 7일 시종국민학교 신학분교장 설치
- 1964년 12월 7일 신학국민학교 분리
- 1996년 3월 1일 신학초등학교로 개칭
- 2000년 3월 1일 시종초등학교로 편입
- 2011년 2월 28일 본교로 통합